# 원석로
원석로(Wonseok-ro)는 인천광역시 서구 가좌동에서 원창동까지 이르는 인천광역시도로, 총 연장은 2.502 km이다. 이름이 유래된 것은 원창동과 석남동의 머릿글자에서 따왔다.

## 역사
- 2009년 9월 22일 : 도로명으로 원석로를 고시

## 주요 경유지
- 서구
  - 가좌1동 - 석남2동 - 원창동

## 접촉하는 도로
- 백범로 (직결)
- 건지로
- 북항로

## 주요 건물 및 시설
- 홍보산업 (원석로 13/가좌동 595-1)
- 목재부두운영건물 (원석로 41/석남동 656)
- 시그마종합개발 (원석로 54/석남동 655-21)
- 우드뱅크 (원석로 58/석남동 655-57)
- 성은글로벌 (원석로 100/석남동 642-27)
- 북항부두 (원석로 101/원창동 396-26)
- 한솔임업 (원석로 108/석남동 642-28)
- 상신목재 (원석로 112/석남동 642-29)
- 백두보드 (원석로 137/원창동 380-12)
- 지원모터스 (원석로 139/원창동 380-11)
- 서인천현대서비스 (원석로 160/원창동 381-37)
- 세현빌딩 (원석로 173/원창동 380-3)
- 임광그랜드컨트리클럽 (원석로 195/원창동 380)
- 인천광역시 서구 화물자동차 공영차고지 (원석로 216/원창동 383-1)